# دوللي ستارك
دوللي ستارك (بالإنجليزية: Dolly Stark)‏ هو حكم كرة قاعدة ‏ أمريكي، ولد في 4 نوفمبر 1897 في نيويورك في الولايات المتحدة، وتوفي بنفس المكان في 24 أغسطس 1968 بسبب نوبة قلبية.

## وصلات خارجية
- دوللي ستارك على موقعبيزبول رفرنس.كوم (الدوري الثانوي) (الإنجليزية)